# 昭通秋海棠
昭通秋海棠（学名：Begonia gagnepainiana）是秋海棠科秋海棠属的植物，为中国的特有植物。分布在中国大陆的云南等地，目前已由人工引种栽培。